# Schöpfl
Le Schöpfl est un sommet s'élevant à 893 m d'altitude et constituant le point culminant du massif du Wienerwald, en Autriche, à l'ouest de Vienne. Il se trouve à l'extrémité nord-est des Alpes.
Son sommet est dominé par une tour d'observation visible à 100 km à la ronde depuis les Préalpes orientales septentrionales à l'ouest et les Carpates occidentales à l'est.